# Zöld korongcincér
A zöld korongcincér (Callidium aeneum) a cincérfélék családjába tartozó, Eurázsiában honos, fenyőfákon élő bogárfaj. 

## Megjelenése
A zöld korongcincér testhossza 8-15 mm. Testalkata erőteljes, feje sok más cincérhez hasonlóan a test tengelyére merőlegesen, lefelé mutat. Az előtor oldalai kidomborodók, a szárnyfedők oldalvonala lefelé kissé szélesedő. Alapszíne barna, felül fémeszöld vagy rezeszöld árnyalatú, szőrei nagyon ritkák, majdnem csupasz. Az előtor nagyon finoman és sűrűn pontozott, a nőstény esetében oldalt sűrűn szemecskés és ráncolt; míg a hímnél középen bőrszerűen finoman ráncolt és lapos, kétoldalt meglehetősen éles határral, az aláhajló szegélyig igen durván ráncolva pontozott. A szárnyfedőkön elmosódott hosszanti bordák és harántlécek emelkednek ki, amelyek durva recézetet alkotnak; a szárnyfedők felső harmada elmosódottan pontozott.

## Elterjedése és életmódja
Eurázsiában honos Franciaországtől Dél-Szibériáig. Inkább Közép- és Észak-Európában gyakori. A Kárpátokban elterjedt, de ritka faj. Magyarországon a Dunántúlon (Pápa, Kőszeg, Sopron) ismertek állományai.  
Lárvája különféle fenyőfélék (erdeifenyő, luc, jegenyefenyő, vörösfenyő; ritkán lombos fák is) nemrég elpusztult, meggyengült, beteg ágaiban vagy vékony törzseiben (többnyire 3-10 cm átmérőjű) a kéreg alatt él. Fejlődése 1-2 évig tart. Nagy, széles-lapos galériákat rág, majd kifejletten befúrja magát a fába és horog alakú bábkamrát készít. Az imágó májustól júliusig rajzik, általában a fenyők ágain, törzsén látható. Alkonyatkor aktív, néha napközben is repül.  

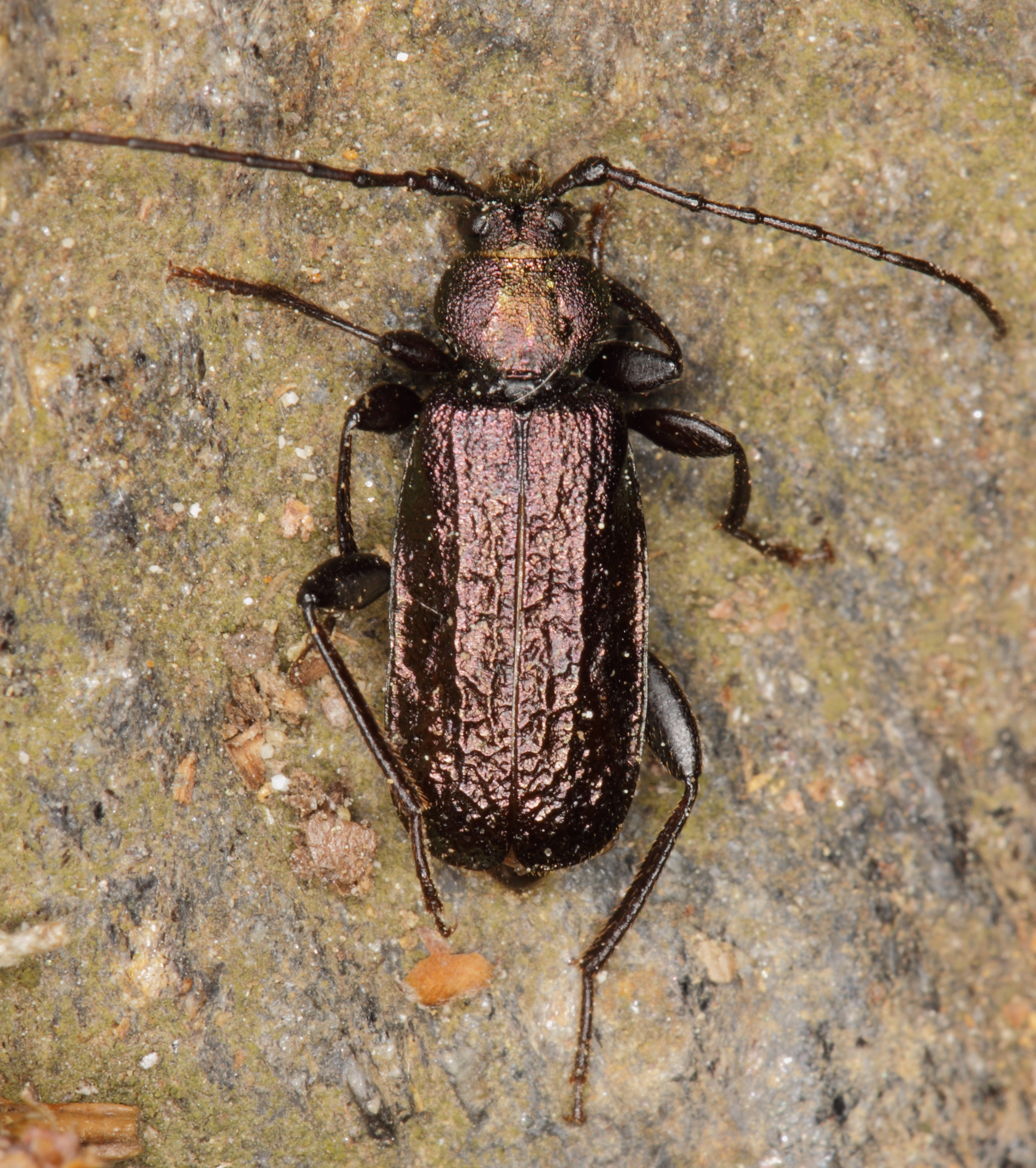
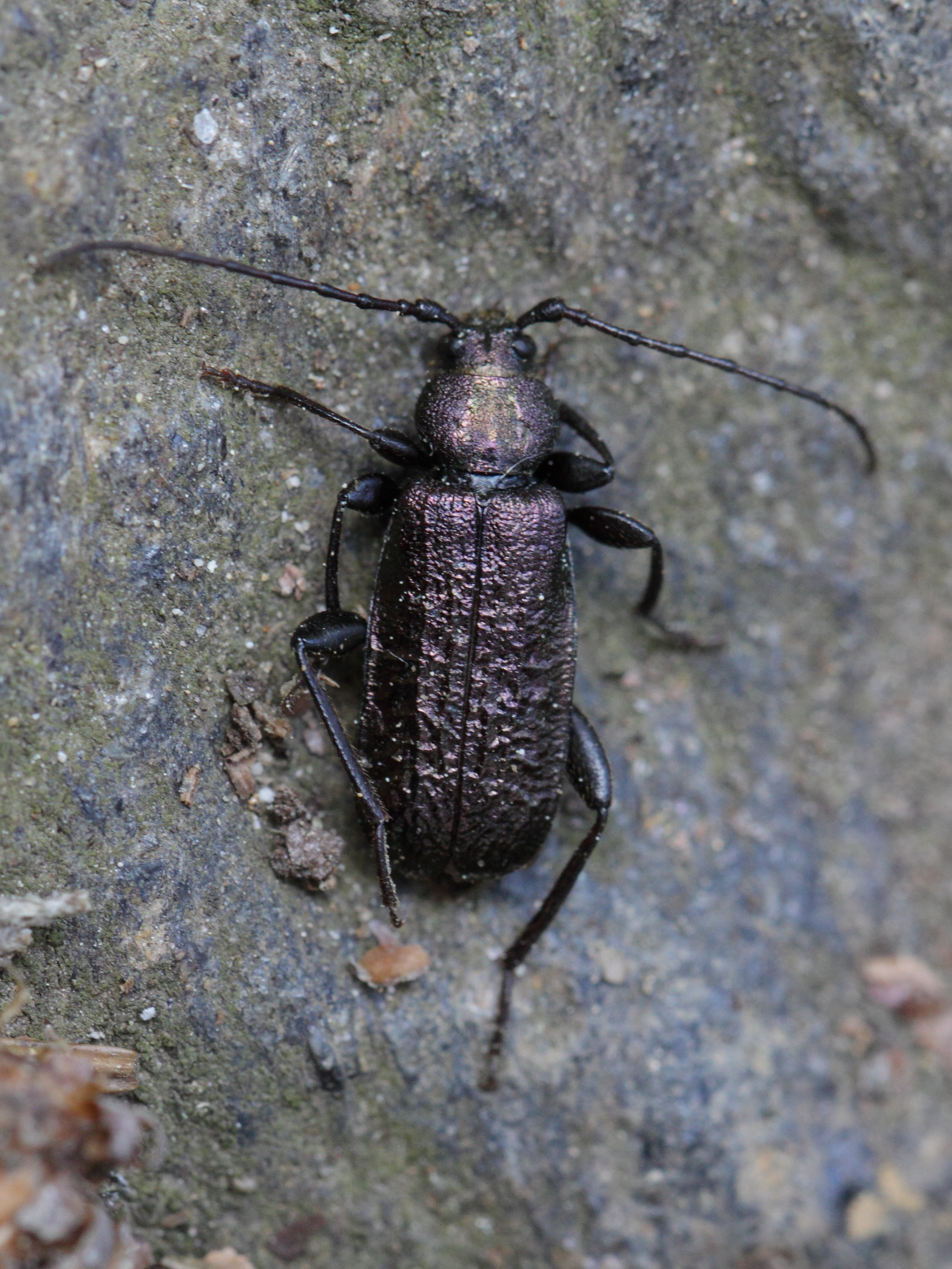
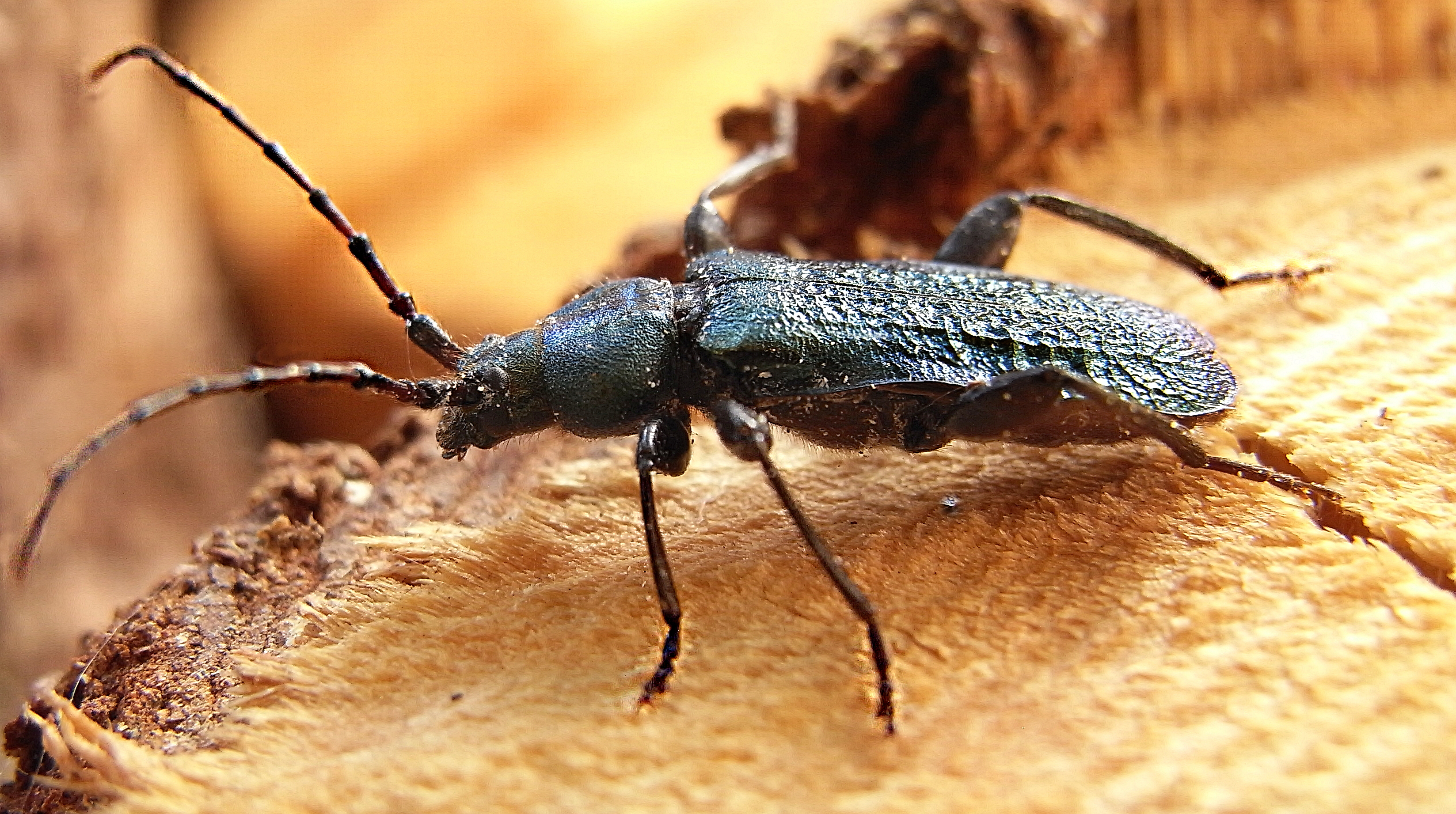
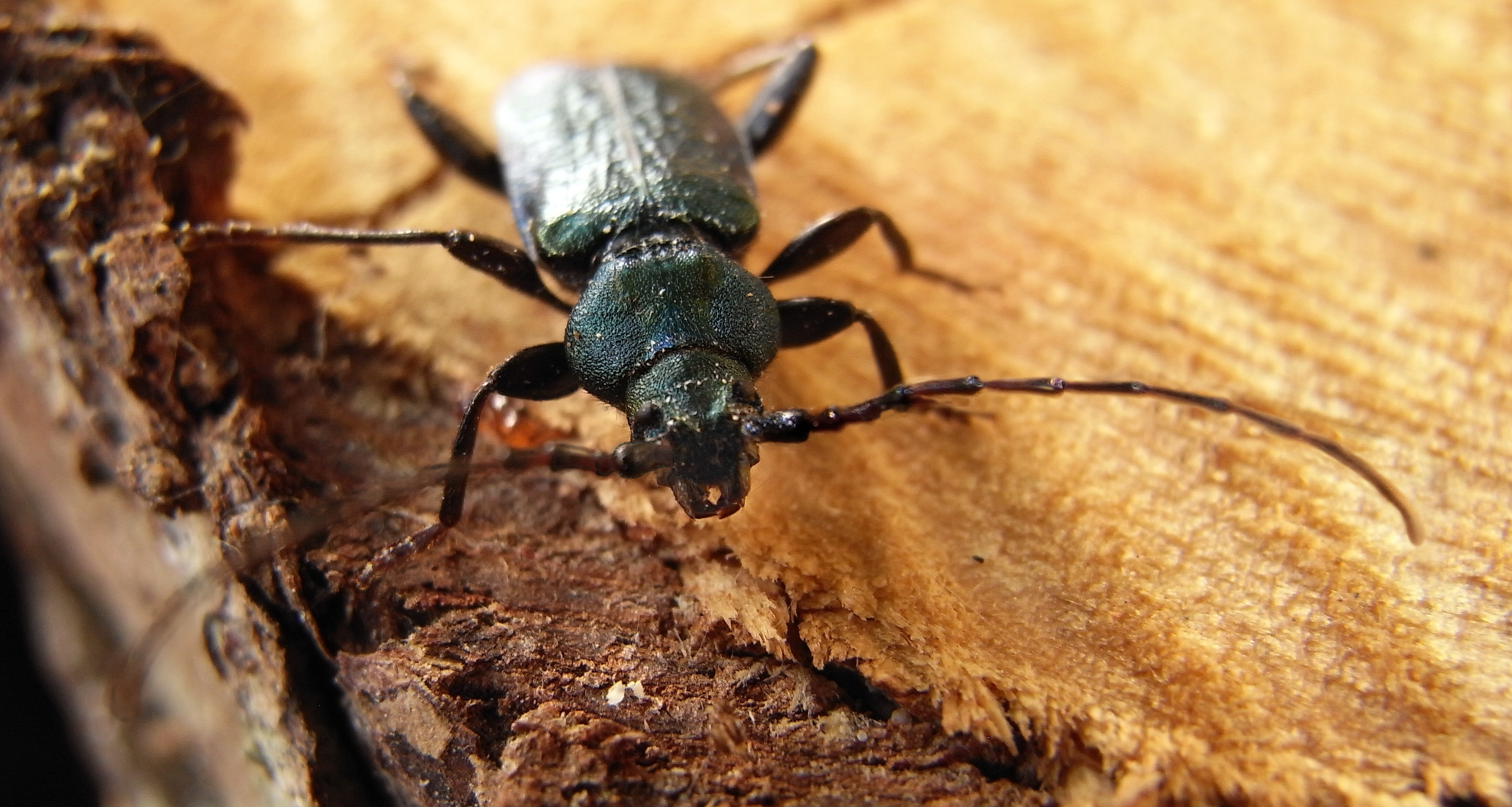

Magyarországon nem védett.